# Brezje pri Bojsnem
Brezje pri Bojsnem – wieś w Słowenii, w gminie Brežice. W 2018 roku liczyła 63 mieszkańców.